# Socorro (isola)
Socorro è una piccola isola delle Revillagigedo, di origine vulcanica. È la più grande tra le quattro dell'arcipelago. Il punto più elevato ha un'altezza di 1.050 m sul livello del mare. Fa parte del Messico. È ricca di cactus come Opuntia engelmannii e alberi piccoli come Prunus serotina. È un vulcano a scudo.